# جامعة المربد
جامعة المربد هي جامعة حكومية في قضاء الزبير في محافظة البصرة بجنوب العراق، مساحتها 400 دونم عراقي، كلفتها 880 مليار دينار عراقي، تموّلها موازنة تنمية الأقاليم والموازنة الاستثمارية، أعلن المجلس المحلي لقضاء الزبير في آذار سنة 2019 عن بدء إنشاء الجامعة متعاقدين مع شركة شركة فيرند الاسبانية، وفي 18 آذار سنة 2022 بلغت نسبة الإنجاز 50%، وافقت وزارة التعليم على استحداثها يوم 16 تشرين الأول سنة 2024، فيها رئاسة واحدة و11 كلية ومستشفى جامعي ذو 400 سرير، و4 معامل تخصصية. أُنشئت الجامعة لتكون مكملة لجامعة البصرة وتخفف الضغط عنها.